# Myrtilus
Myrtilus (græsk Μυρτίλος) var i den græske mytologi en søn af guden Hermes. Han var den mand, der styrede kong Oinomaus (sv) vogn i kapløbet med Pelops, og som blev bestukket af ham til at løsne en bolt i et af hjulene på Oinomaus' vogn, hvorved Pelops sejrede. Da Myrtilus forlangte halvdelen af riget eller en nat med Hippodameia (sv), Pelops brud som belønning, blev Pelops vred og kastede Myrtilus i havet, som efter ham kaldes Myrtoanhavet. Hermes var bitter over sin søns død og vakte et uudslukkeligt had mellem Atreus og Thyestes, Pelops' sønner, et had, der førte til tragiske forbrydelser og bedrag.
I græsk kunst optræder Myrtilus især i vase-malerier.